# Notarius planiceps
Notarius planiceps är en fiskart som först beskrevs av Steindachner, 1877.  Notarius planiceps ingår i släktet Notarius och familjen Ariidae. IUCN kategoriserar arten globalt som livskraftig. Inga underarter finns listade i Catalogue of Life.